# The Untamed
The Untamed (Xinès: 陈情令; pinyin: Chén Qíng Lìng) és una sèrie de televisió xinesa del 2019 adaptada de la novel·la xianxia Mo Dao Zu Shi de Mo Xiang Tong Xiu, protagonitzada per Xiao Zhan i Wang Yibo. La sèrie segueix les aventures de dos cultivadors d'ànimes bessones que viatgen per resoldre una sèrie de misteris que enllacen amb un tràgic esdeveniment del passat. Tot i que la novel·la original de la web representava un romanç explícit entre els dos personatges masculins principals, l'adaptació va ser censurada i substituïda per subtextos homoeròtics a causa de la prohibició de la Xina de representar LGBT a les pel·lícules. Es va emetre a la Xina a Tencent Video del 27 de juny al 20 d'agost del 2019.